# Szpasszk (Penzai terület)
Szpasszk (oroszul: Спасск) városi jellegű település Oroszországban, a Penzai területen, a Szpasszki járás székhelye. Lakossága: 7442 fő (a 2010. évi népszámláláskor).
Penza területi székhelytől kb 160 km-re északnyugatra helyezkedik el. A város mellett vezet az  „Urál” főút.

## Neve
A 17. században keletkezett település eredeti neve Bogdanovo, majd 1779-től Szpasszk. 1925-től azonban 80 éven át neve Bednogyemjanovszk volt – az akkor még a hatalom kegyeiben álló Gyemjan Bednij költőről nevezték el. Csak 2005-ben állították vissza eredeti nevét, és annak megfelelően változtatták meg a járás nevét is.

## Lakossága
- 1897-ben 6 439 lakosa volt.
- 1926-ban 6 899 lakosa volt.
- 1939-ben 6 788 lakosa volt.
- 1959-ben 6 192 lakosa volt.
- 1970-ben 7 512 lakosa volt.
- 1979-ben 8 043 lakosa volt.
- 1989-ben 8 299 lakosa volt.
- 2002-ben 7 628 lakosa volt, melynek 90,7%-a orosz, 7,6%-a mordvin.
- 2010-ben 7 442 lakosa volt, melynek 89,6%-a orosz, 8,3%-a mordvin.